# Xã Bridgewater, Quận Williams, Ohio
Xã Bridgewater (tiếng Anh: Bridgewater Township) là một xã thuộc quận Williams, tiểu bang Ohio, Hoa Kỳ. Năm 2010, dân số của xã này là 1.474 người.